# Chaltmagiijn Battuul
Chaltmagiijn Battuul (mong. Халтмаагийн Баттуул; ur. 3 marca 1965) – mongolski zapaśnik w stylu wolnym. Olimpijczyk z Seulu 1988, gdzie zajął siódme miejsce w kategorii 57 kg.
Trzykrotny uczestnik mistrzostw świata, piąty w 1986. Czwarty na igrzyskach azjatyckich w 1990 i szósty w mistrzostwach Azji w 1991. Czwarty w Pucharze Świata w 1986 roku.